# 千曲站
千曲站（日语：／ Chikuma eki */?）是位於長野縣千曲市大字寂蒔200號，信濃鐵道的信濃鐵道線車站。

## 歷史
車站已經計劃20年以上才落成。
- 2008年（平成20年）7月 - 開始建設車站。
- 2009年（平成21年）
  - 3月14日 - 開設車站[1]。
  - 10月26日 - 跨線橋和升降機開始使用。

## 車站構造
車站是一座地面車站，設有2面2線相對式月台。車站大樓設有售票櫃臺、2台自動售票機和1台飯品自動販賣機。
此站是簡易委託車站，委托千曲市負責窗口業務。由於鋼材價格飛漲，連接上下行線月台之間的跨線橋和升降機在車站啟用當時還未開始使用。當時在2號月台（上田方向）設有臨時閘口（斜道）。在2號月台乘車時，需要在乘車站證明書發票機領取乘車站證明票，下車時於列車內或車站內結算車費。
後來，跨線橋和升降機在2009年（平成21年）10月25日落成。車站周邊工程在2010年（平成22年）2月13日竣工。

### 月台
| 月台 | 路線        | 上下行 | 方向             |
| ---- | ----------- | ------ | ---------------- |
| 1    | ■信濃鐵道線 | 下行   | 長野方向         |
| 2    | ■信濃鐵道線 | 上行   | 小諸、輕井澤方向 |

## 使用狀況
以下為近年乘車人次變化：
| 乘車人次變化 | 乘車人次變化     | 乘車人次變化 |
| 年度         | 1日平均 乘車人次 |              |
| ------------ | ---------------- | ------------ |
| 2008         | 229              |              |
| 2009         | 329              |              |
| 2010         | 372              |              |
| 2011         | 407              |              |
| 2012         | 419              |              |
| 2013         | 479              |              |
| 2014         | 480              |              |
| 2015         | 489              |              |
| 2016         | 485              |              |
| 2017         | 493              |              |

## 車站周邊
- 千曲市內川公民館
- 五加郵局
- 千曲市立五加小學
- 綿半超級中心（日语：綿半ホームエイド）千曲店

## 巴士路線
- 千曲市循環巴士（日语：千曲市循環バス）
  - 大循環線（千曲號）
  - 東西線（冠着號）
  - 五加戶倉線（漣號）

## 相鄰車站
信濃鐵道
■信濃鐵道線
□快速
通過
■普通
戶倉－千曲－屋代

## 注腳
1. 1 2 3 4 5 6 7 8 9 10 11 12  信濃毎日新聞社出版部. . 信濃毎日新聞社. 2011-07-24: 253. ISBN 9784784071647 （日语）.
2. ↑  「千曲市統計書」

## 外部連結
- 戶倉、屋代之間新站名稱決定為「千曲站」 （页面存档备份，存于）（日語） - 千曲市官方網站
- 千曲站（信濃鐵道） （页面存档备份，存于）（日語）